# Heparine

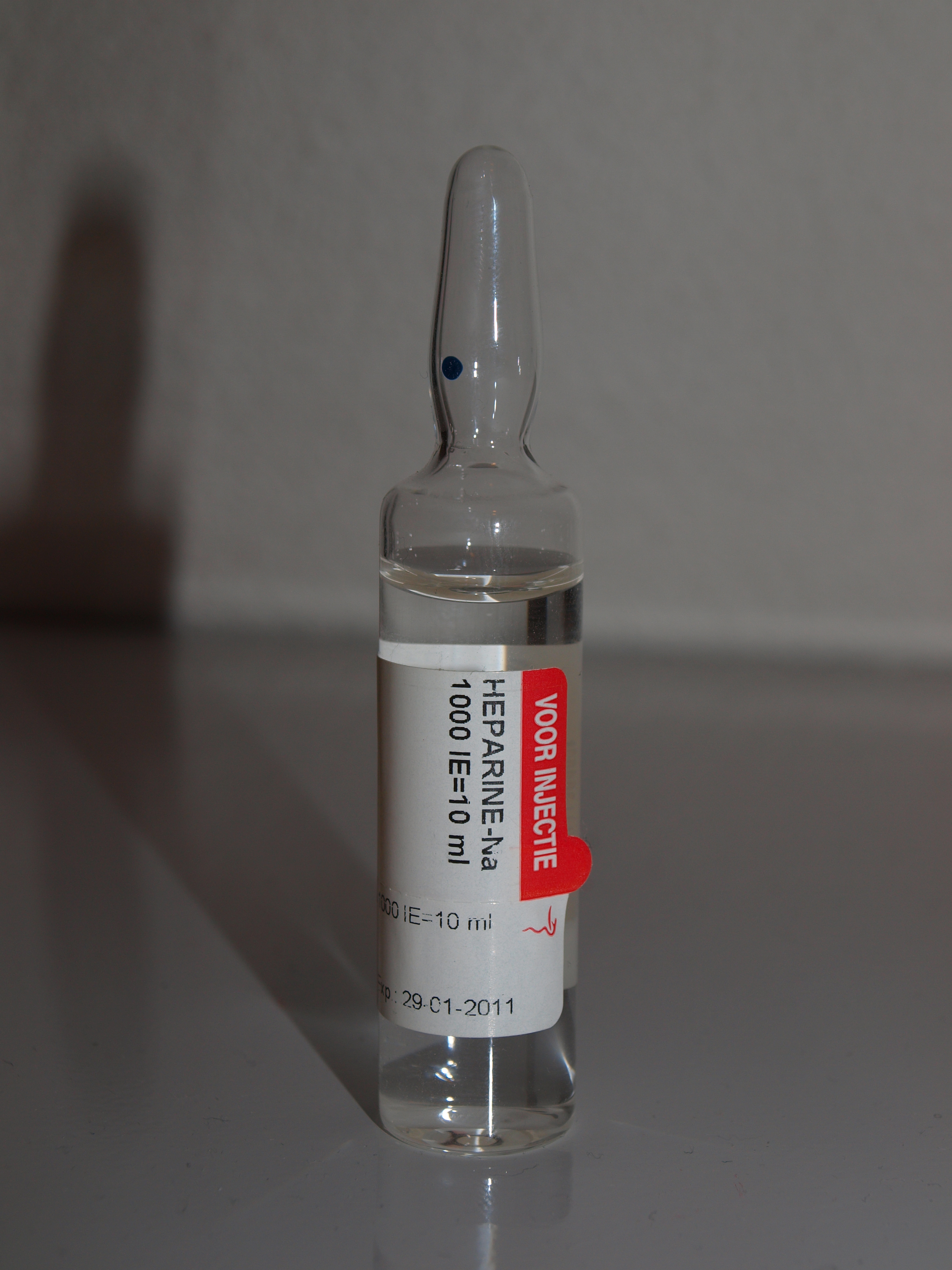
10cc-ampul natrium-heparine

Heparine is een polysacharide en wordt gebruikt als medicijn bij het voorkomen of behandelen van bloedstolsels. Vroeger werd het bereid uit lever (Grieks: hepar), vandaar de naam. Tegenwoordig wordt heparine gewonnen uit runder- of schapenlong, of uit varkensdarmslijm. Het moet intraveneus of subcutaan worden toegediend. Een tegengif (antidotum) bij overdosering is protamine.
De stof is opgenomen in de lijst van essentiële geneesmiddelen van de WHO.

## Toepassingen
Heparine wordt gebruikt om de stolbaarheid van het bloed snel te verminderen, bijvoorbeeld bij mensen met een bewezen bloedstolsel in de vorm van een trombose of een longembolie, ook wel trombo-embolische aandoeningen genoemd. Hierdoor lost het stolsel op en wordt (ergere) schade voorkomen.
Ook wordt het middel gebruikt ter voorkoming van bloedstolsels. Het middel wordt ook gebruikt tijdens hartchirurgie om bloedstolsels in de hart-longmachine te voorkomen.
Lithium-heparine kan ook worden gebruikt om afgetapt bloed onstolbaar te maken, zodat dit gebruikt kan worden voor onderzoek. Als men bloed afneemt om het gehalte lithium te bepalen, kan natrium-heparine gebruikt worden.

## Werkingsmechanisme
Heparine remt de bloedstolling waardoor nieuwe stolsels voorkomen worden. Ook helpt het bij de afbraak van bloedstolsels door middel van fibrinolyse. 
Heparine is een complexe stof die tot de glycosaminoglycanen gerekend wordt. De werking van heparine berust op het feit dat het de functie van antitrombine III versterkt, omdat het lijkt op de proteoglycanen van heparansulfaat die van nature aanwezig zijn op de celmembraan van het endotheel. Antitrombine III inactiveert bepaalde specifieke stollingsfactoren. Doordat deze stollingsfactoren geremd worden zal het stollingsproces vertragen.
Het effect van heparine in bloed wordt gemeten door bepaling van de geactiveerde partiële tromboplastinetijd (APTT).

## Laagmoleculaire heparinen
Laagmoleculaire heparinen (met een molecuulgewicht tussen de 4-6 kDa) geven minder kans op grote bloedingen en minder kans op trombocytopenie. Deze laagmoleculaire heparinen ('low molecular weight heparine' = LMWH) zoals dalteparine (Fragmin), enoxaparine (Clexane), nadroparine (Fraxiparine, Fraxodi) en tinzaparine (Innohep), bevatten fragmenten van heparine. Deze middelen hebben een 2–3× hogere antifactor Xa-activiteit en een zwakkere activiteit ten opzichte van trombine ten opzichte van heparine. De APTT stollingstest wordt door de geringere antifactor IIa-werking, veel minder beïnvloed.

## Vervuilde heparine
In het najaar van 2007 kwam er wereldwijd vervuilde heparine op de markt, waardoor veel mensen ziek zijn geworden. Pas in april 2008 bleek dat deze problemen veroorzaakt werden door de aanwezigheid in de heparine van overgesulfateerd chondroïtinesulfaat. Deze stof kon niet ontdekt worden met de kwaliteitstesten die voor heparine stonden beschreven in de Amerikaanse en de Europese Farmacopee: met de testen was het niet mogelijk onderscheid te maken tussen heparine en het overgesulfateerde chondroïtinesulfaat dat veel op heparine lijkt. Zowel de Europese als de Amerikaanse Farmacopee zijn daarom in 2008 aangepast; zo is de heparine-activiteitsbepaling aangepast en zijn een kernspinresonantie (1H-NMR) en HPLC methode toegevoegd. De aanvullende kwaliteitstesten in de Farmacopee zorgen ervoor dat de heparine, tenminste voor het opsporen van de vervuiling van overgesulfateerd chondroïtinesulfaat, weer veilig is. 
De vervuiling kwam uit China, waar 80% van de wereldproductie van heparine vandaan komt. Een Amerikaans bedrijf kocht een tussenproduct (ruwe heparine) van Chinese bedrijven die het bleken te versnijden met het overgesulfateerde chondroïtinesulfaat. Volgens de Inspectie voor de Gezondheidszorg vielen in Nederland geen doden, maar in de VS wel 81 dodelijke slachtoffers. In reactie op het incident met de heparine is zowel in Europa als in de Verenigde Staten de regelgeving aangescherpt: van fabrikanten van medicijnen wordt een meer uitgebreide controle vereist op de kwaliteit van de hele productieketen. Ook inspecteren overheden meer zelf.